# Касум-бек Закир
Касум-бек Алибек оглы Закир (азерб.  قاسم بَی ذاکر, Qasım bəy Zakir; 1784—1857) — азербайджанский поэт. По мнению Ф. Касумзаде один из основоположников критического реализма в азербайджанской литературе.

## Жизнь
Касум-бек родился в Шуше в знатной карабахской семье, происходившей из рода Джаванширов. Его отец был состоятельным землевладельцем, что позволило дать сыну хорошее образование.
Касум-бек получил своё образование в мусульманском духовном училище. Он изучил арабский и фарси, а также классическую восточную литературу.
Касум-бек Закир служил в царской армии и участвовал в двух русско-персидских войнах 1804-1813 и 1826—1828 годов.
После отставки поэт проживал в селе Хындырыстан, которое было подарено ему Мехтигулу ханом Джаванширом. Вскоре Касум-бека обвинят в том, что он укрывал у себя находящегося в бегах двоюродного брата Бехбуд-бека Джаваншира. Закира арестовали и после годичного заключения в Шуше отправили в Баку. При активном содействии и помощи своих друзей Закир вышел на свободу и возвратился домой, однако до конца жизни жил под надзором чиновников.
Касум-бек Закир скончался в 1857 году в Шуше и был похоронен на кладбище Мирза Хасан.

## Творчество
Касум-бек Закир являлся выдающимся представителем критического реализма в азербайджанской литературе первой половины XIX века, пропагандировал необходимость культурного сближения азербайджанцев с русскими и с народами Закавказья.
Поэзия Касум-бека характерна разнообразием жанров. В лирике поэт продолжает традиции Молла Панах Вагифа, пишет газели, гошма, герайли, в которых воспевается любовь.
Автор лирических стихов, создавший прекрасные образцы любовной поэзии, Закир также славится своими сатирическими произведениями. В сатирах Касым-бека получили реалистическое отражение важные моменты быта народа, взаимоотношения социальных групп, нравы и обычаи, характерные для Шуши середины XIX века.
В своих произведениях Закир остро критиковал как произвол царских чиновников, так и самоуправство местных беков и духовенства.

«Капли единой не даст тебе царский чиновник,
Если с тебя не получит воды океан. 

Должен услышать он золота тонкий голос, 

Чтоб показать тебе свой облысевший кочан. 

Соки любого просителя выжмет служака — 

Не попадайся в расставленный им капкан».

## Память
- На доме Касум-бека Закира в Шуше была установлена мемориальная доска[2].
- Над могилой поэта в Шуше в советские годы был установлен бронзовый бюст, изготовленный Намиком Дадашевым в 1983 году по заказу Министерства культуры Азербайджанской ССР[3]. После того, как азербайджанская армия восстановила контроль над городом, азербайджанские военнослужащие обнаружили надгробный памятник Закиру разрушенным[4][5].